# Coaxana purpurea
Coaxana purpurea är en flockblommig växtart som beskrevs av John Merle Coulter och Joseph Nelson Rose. Coaxana purpurea ingår i släktet Coaxana och familjen flockblommiga växter. Inga underarter finns listade i Catalogue of Life.